# Sergiosmirnovia reducta
Sergiosmirnovia reducta – gatunek widłonoga z rodziny Cyclopidae. Opisał go w 1977 roku ukraiński zoolog Władysław Monczenko, nadając mu nazwę Smirnoviella reducta.